# Gëlle Fra

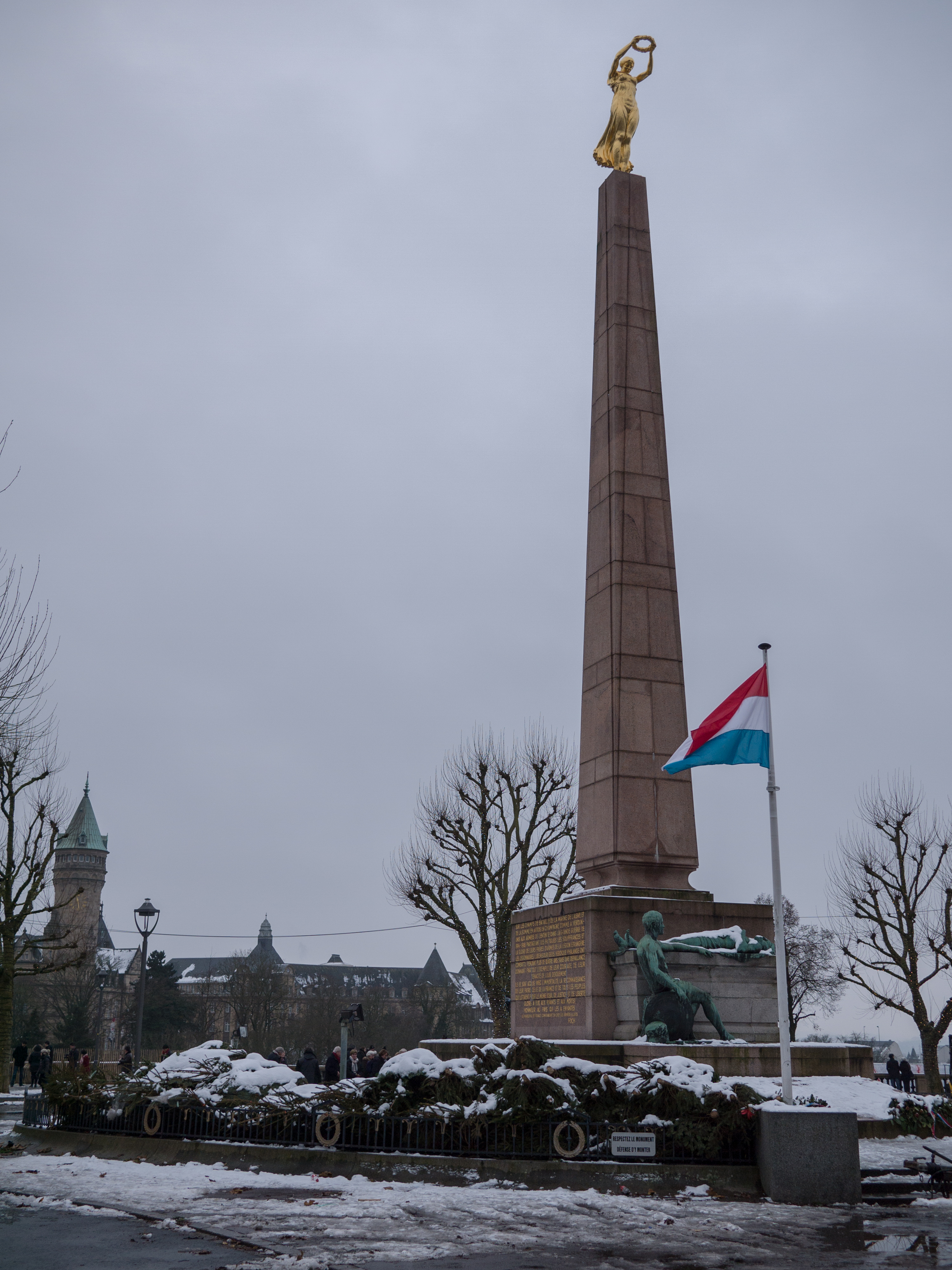
Veduta del monumento nel 2014

Il Monumento della rimembranza (in francese Monument du souvenir), generalmente noto con il soprannome di Gëlle Fra ("Signora dorata" in lussemburghese), è un memoriale militare situato nella città di Lussemburgo, capitale dell'omonimo Stato dell'Europa occidentale; il monumento è dedicato alle migliaia di cittadini lussemburghesi che si arruolarono nelle forze armate dei paesi Alleati e rimasero uccisi durante gli eventi della prima guerra mondiale.
La Gëlle Fra è situata in Piazza della Costituzione (Place de la Constitution) nel centrale quartiere di Ville-Haute.

## Descrizione
La parte centrale del memoriale è costituita da un obelisco in granito alto 21 metri, poggiante su una base cubica e alla cui sommità si trova una statua in bronzo dorato raffigurante una figura femminile, ripresa nell'atto di sollevare una corona di alloro con entrambe le mani mentre tiene lo sguardo rivolto verso il basso; ai piedi dell'obelisco vi sono altre due statue in bronzo, non dorate, raffiguranti due soldati in abiti di guerrieri greci classici: uno è disteso sulla schiena e depositato su un altare alla base dell'obelisco, l'altro gli è seduto accanto come nell'atto di vegliarlo. Sui lati del basamento dell'obelisco e davanti al gruppo scultoreo sono presenti delle placche contenenti le dediche del monumento.
A scolpire le tre statue fu l'artista lussemburghese Claus Cito; l'identità della modella ritratta nella figura femminile, da cui deriva il soprannome di Gëlle Fra, non è mai stata rivelata.

## Storia
Il piccolo granducato di Lussemburgo venne invaso dalle forze dell'Impero tedesco il 2 agosto 1914, nell'ambito delle fasi iniziali della prima guerra mondiale; il governo lussemburghese si proclamò neutrale e non oppose resistenza all'azione, e i tedeschi si limitarono a instaurare un regime di occupazione militare, lasciando ai lussemburghesi una certa autonomia sulle questioni di politica interna. A dispetto dell'atteggiamento accondiscendente dimostrato dal governo, diverse migliaia di cittadini lussemburghesi residenti all'estero decisero di arruolarsi nelle forze armate dei paesi Alleati per combattere contro i tedeschi occupanti: almeno 3.200 lussemburghesi si offrirono volontari per l'arruolamento nel solo esercito francese, e tra questi vi furono circa 2.800 caduti nel corso della guerra (all'incirca l'1% dell'intera popolazione del granducato). Il Lussemburgo rimase sotto occupazione tedesca fino al termine del conflitto nel novembre del 1918, quando il paese fu infine liberato dalle truppe francesi e statunitensi e restaurato nella sua piena indipendenza.
La realizzazione del monumento commemorativo dei caduti lussemburghesi della "Grande Guerra" fu decisa nel febbraio del 1920; il monumento stesso fu poi inaugurato il 23 maggio 1923. Il 10 maggio 1940 il Lussemburgo fu nuovamente invaso dalle forze tedesche: questa volta il governo della Germania nazista decise per la piena annessione del granducato allo Stato tedesco, e tutti i simboli dell'autonomia lussemburghese furono cancellati; il 20 ottobre 1940 i tedeschi provvidero alla demolizione della Gëlle Fra, nonostante le forti proteste della popolazione di Lussemburgo e i tentativi degli studenti della città di difendere il monumento. Dopo la seconda liberazione del paese nell'ottobre del 1944 e la fine della guerra, si decise di ricostruire il monumento così come era, ma sebbene varie parti fossero state salvate dalla distruzione e recuperate i lavori procedettero a rilento e il memoriale fu nuovamente inaugurato il 23 giugno 1985; iscrizioni commemorative dei caduti lussemburghesi durante la seconda guerra mondiale e la guerra di Corea furono aggiunte alle placche alla base dell'obelisco.
La Gëlle Fra divenne un monumento di rilievo nazionale e identificativo dell'identità lussemburghese; nel febbraio del 2010 la statua fu temporaneamente rimossa dalla cima dell'obelisco ed esposta nel padiglione del Lussemburgo durante l'Expo 2010 di Shanghai.